# 요리스 이벤스

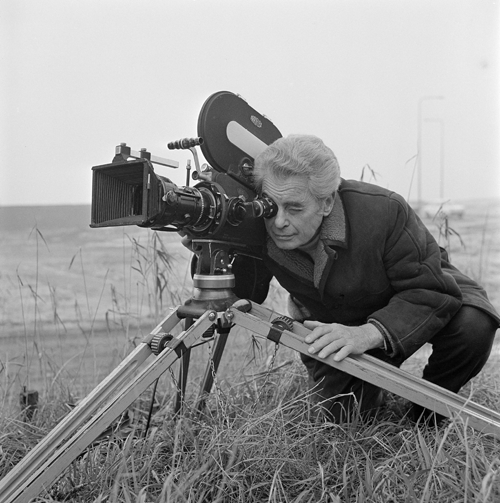

요리스 이벤스(Joris Ivens, 1898년 11월 18일 ~ 1989년 6월 28일)는 네덜란드의 다큐멘터리 영화 제작자이다. 여러 영화를 직접 감독하거나 공동 감독을 했다.
1988년 베네치아 국제 영화제에서 황금사자상을 수상했다.

## 영화
- 마르크 샤갈 (1952-1960)